# Ivan Jurić
Ivan Jurić (Split, 25 augustus 1975) is een Kroatisch voormalig voetballer en huidig voetbaltrainer. Hij speelde als middenvelder in Kroatië, Spanje en Italië en speelde in 2009 vijf interlands voor Kroatië. Jurić was als trainer werkzaam bij meerdere Italiaanse clubs, voordat hij in december 2024 werd aangesteld als trainer van Southampton FC, waarmee hij direct degradeerde. Na zijn vertrek daar werd hij in 2025 aangesteld bij Atalanta Bergamo.

## Spelerscarrière

### Clubcarrière
Jurić speelde voor Hajduk Split, de club uit zijn geboortestad. Later speelde hij in Spanje voor Sevilla FC. Na een verhuurperiode aan Albacete en een maand in zijn thuisland bij HNK Šibenik ging Jurić in 2001 spelen in de Italiaanse Serie B, voor FC Crotone. De club degradeerde naar de Serie C, maar promoveerde onder leiding van trainer Gian Piero Gasperini terug naar de Serie B. Jurić stapte evenals Gasperini in 2006 over naar Genoa CFC, waarmee hij in zijn eerste seizoen promoveerde naar het hoogste niveau, de Serie A. Jurić groeide uit tot vice-aanvoerder. Genoa CFC eindigde tussen 2008 en 2010 voor het eerst sinds de Tweede Wereldoorlog drie opeenvolgende seizoenen in de bovenste helft van het hoogste niveau. In het seizoen 2008/09 eindigde Genoa CFC als vijfde, waarmee het zich kwalificeerde voor Europees clubvoetbal. Jurić maakte in 2010 bekend te stoppen met voetballen om zich te richten op trainen.

### Interlandcarrière
Jurić doorliep diverse Kroatische jeugdelftallen vanaf de onder 17. Hij debuteerde op 11 februari 2009 in het Kroatisch voetbalelftal, onder leiding van Slaven Bilić in een met 1–2 verloren oefeninterland tegen Roemenië. Hij speelde later dat jaar nog vier WK-kwalificatiewedstrijden tegen Andorra, Oekraïne en Wit-Rusland, maar werd vervolgens niet meer geselecteerd.
| Interlands van Ivan Jurić voor Kroatië | Interlands van Ivan Jurić voor Kroatië | Interlands van Ivan Jurić voor Kroatië | Interlands van Ivan Jurić voor Kroatië | Interlands van Ivan Jurić voor Kroatië | Interlands van Ivan Jurić voor Kroatië |
| №                                      | Datum                                  | Wedstrijd                              | Uitslag                                | Competitie                             | Goals                                  |
| -------------------------------------- | -------------------------------------- | -------------------------------------- | -------------------------------------- | -------------------------------------- | -------------------------------------- |
| 1                                      | 11 februari 2009                       | Roemenië – Kroatië                     | 1 – 2                                  | Vriendschappelijk                      |                                        |
| 2                                      | 1 april 2009                           | Andorra – Kroatië                      | 0 – 2                                  | Kwalificatie WK 2010                   |                                        |
| 3                                      | 6 juni 2009                            | Kroatië – Oekraïne                     | 2 – 2                                  | Kwalificatie WK 2010                   |                                        |
| 4                                      | 12 augustus 2009                       | Wit-Rusland – Kroatië                  | 1 – 3                                  | Kwalificatie WK 2010                   |                                        |
| 5                                      | 5 september 2009                       | Kroatië – Wit-Rusland                  | 1 – 0                                  | Kwalificatie WK 2010                   |                                        |

## Trainerscarrière

### Begin
Jurić bleef aan het begin van zijn trainerscarrière bij Genoa CFC, waar hij zijn spelerscarrière afsloot, om te werken als jeugdtrainer. Vervolgens werkte hij kort als assistent van Gian Piero Gasperini bij Internazionale. Nadat Gasperini werd ontslagen bij Internazionale, volgde Jurić hem naar Palermo FC. Gasperini werd daar na enkele maanden opnieuw ontslagen, na twintig dagen teruggehaald en twee weken later wederom ontslagen. Jurić keerde vervolgens terug als jeugdtrainer bij Genoa CFC. Hij ging in 2014 voor het eerst aan de slag als hoofdtrainer, bij AC Mantova. Met die club eindigde hij in het seizoen 2014/15 als elfde in de Serie C.

### FC Crotone
Jurić werd in de zomer van 2015 als eerste niet-Italiaan in de clubgeschiedenis aangesteld als hoofdtrainer van FC Crotone. De eerste wedstrijd onder zijn leiding werd op 9 augustus 2015 met 1–0 gewonnen, tegen Feralpisalò in de Coppa Italia. Die club eindigde uiteindelijk als tweede in de Serie B, één punt achter kampioen Cagliari, en promoveerde in het seizoen 2015/16 voor het eerst in de clubgeschiedenis naar het hoogste niveau.

### Genoa CFC
Jurić keerde in de zomer van 2016 naar Genoa CFC, ditmaal als hoofdtrainer om zijn leermeester Gasperini op te volgen. Genoa CFC was het seizoen daarvoor als elfde geëindigd in de Serie A. Genoa CFC won zijn eerste drie wedstrijden onder leiding van Jurić. Nadat Genoa CFC vanaf december tien wedstrijden zonder overwinning bleef afzakte naar de zestiende plek in de competitie en op 19 februari 2017 met 5–0 verloor van Pescara, werd Jurić ontslagen. Hij kreeg vervolgens steun van de spelers, die zijn methoden waardeerden. Binnen twee maanden keerde hij echter terug als hoofdtrainer, nadat zijn opvolger Andrea Mandorlini eveneens werd ontslagen. Genoa CFC eindigde het seizoen 2016/17 uiteindelijk vier punten boven de degradatiestreep. Nadat Genoa CFC het competitieseizoen 2017/18 begon met één overwinning in de eerste twaalf speelronden en een plek in de degradatiezone, werd Jurić in november 2017 wederom ontslagen, vlak na een 0–2 nederlaag in de Derby della Lanterna tegen UC Sampdoria. Jurić werd in oktober 2018 voor de derde keer aangesteld als hoofdtrainer van Genoa CFC, maar werd een maand later opnieuw ontslagen. In de tussentijd won de club geen van zijn acht wedstrijden, waarvan het in de laatste op strafschoppen werd uitgeschakeld in de Coppa Italia door Virtus Entella, spelend op het derde niveau.

### Hellas Verona
Jurić werd op 14 juni 2019 voor de volgende twee seizoenen aangesteld als hoofdtrainer bij Hellas Verona, dat het voorgaande seizoen was gepromoveerd naar de Serie A. In twee seizoenen als hoofdtrainer eindigde de club in beide seizoenen in de bovenste helft van de ranglijst, alhoewel de club aan het eind van beide seizoenen naast kwalificatie voor Europees clubvoetbal greep. Op 18 mei 2021 maakte Hellas Verona bekend het contract van de Kroaat, dat een jaar eerder was verlengd tot 2023, te ontbinden.

### Torino FC
Jurić ondertekende op 28 mei 2021 een driejarig contract als hoofdtrainer van Torino FC, dat het voorgaande seizoen vlak boven de degradatiestreep in de Serie A was geëindigd. De club won de eerste wedstrijd onder zijn leiding op 15 augustus 2021 na strafschoppen tegen US Cremonese na strafschoppen in de Coppa Italia. Torino FC eindigde het seizoen op de tiende plek in de Serie A, terwijl slechts vier clubs minder tegendoelpunten incasseerden dat competitieseizoen dan Torino FC. In het seizoen 2022/23 eindigde Torino FC wederom als tiende en werd het in de kwartfinales van de Coppa Italia uitgeschakeld door ACF Fiorentina. Jurić werd op 16 februari 2024 de zevende hoofdtrainer die honderd keer op de bank zat namens Torino FC op het hoogste niveau, tijdens een 2–0 zege op US Lecce. De club eindigde het seizoen 2023/24 op de negende plek in de competitie. Jurić zei op 19 mei 2024 zijn aflopende contract bij de club niet te verlangen, omdat hij meer plezier wilde.

### AS Roma
Jurić werd op 18 september 2024 met een contract voor het restant van het seizoen aangesteld als opvolger van de ontslagen Daniele De Rossi bij AS Roma. Jurić' eerste wedstrijd als trainer van AS Roma eindigde in een 3–0 zege op Udinese op 22 september 2024. Jurić werd binnen twee maanden ontslagen, vlak na een 2–3 nederlaag tegen Bologna FC. Van zijn twaalf wedstrijden als hoofdtrainer bij AS Roma werden er vier gewonnen en gingen er vijf verloren, waarna AS Roma de twaalfde plek bezat in de Serie A.

### Southampton FC
Jurić ondertekende op 21 december 2024 een contract van anderhalf jaar bij Southampton FC, dat op dat moment hekkensluiter was in de Premier League en een week eerder Russell Martin had ontslagen. Zo ging Jurić als trainer voor het eerst aan de slag buiten Italië, terwijl hij na na zijn voormalige bondscoach Slaven Bilić en Velimar Zajec de derde Kroatische trainer in de Premier League werd. Southampton FC verloor de eerste wedstrijd onder zijn leiding met 0–1 van West Ham United op tweede kerstdag. De club won op 12 januari 2025 voor het eerst onder leiding van Jurić, met 3–0 van Swansea City in de FA Cup. Na zes competitienederlagen werden op 1 februari 2025 de eerste punten onder zijn leiding gepakt bij een 1–2 zege op Ipswich Town. Jurić wist de ploeg echter niet van de laatste plaats in de competitie te krijgen en Southampton FC werd op 6 april 2025 met een 3–1 nederlaag tegen Tottenham Hotspur de vroegste degradant ooit in de Premier League, met zeven speelronden te gaan. Een dag later verliet hij de club. Jurić' termijn als trainer was met 105 dagen de tiende kortste ooit in de Premier League. Nooit eerder had een trainer in de competitie met minstens tien getrainde wedstrijden zo'n laag puntengemiddelde per wedstrijd gehaald (0,29).

### Atalanta Bergamo
Jurić keerde op 6 juni 2025 terug als trainer in de Serie A, toen hij een tweejarig contract ondertekende als vervanger van zijn leermeester Gian Piero Gasperini bij Atalanta Bergamo.

## Profiel
Jurić' trainersaanpak is beschreven als "duivels" en "percussief, gewelddadig, destructief". Jurić speelt standaard met drie centrale verdedigers, laat zijn spelers vaak één-op-één spelen en speelt met hoge druk. Zo maakte Torino FC in het seizoen 2021/22 veel tactische overtredingen. Jurić vertelde aan het eind van zijn spelerscarrière in het tijdschrift Rolling Stone over zijn passie voor deathmetal en bands als Napalm Death, Obituary en Carcass, waarmee hij als trainer zijn speelstijl vergeleek. Hij zei als trainer ook fan te zijn van Marcelo Bielsa.